# Amphipholis andreae
Amphipholis andreae är en ormstjärneart som beskrevs av Christian Frederik Lütken 1872. Amphipholis andreae ingår i släktet Amphipholis och familjen trådormstjärnor. Inga underarter finns listade i Catalogue of Life.